# Лежваніе
Лежваніе (груз. ლეჟვანიე) — село в Грузії.
За даними перепису населення 2014 року в селі проживає 64 особи.